# Вірмени в Сербії
Вірмени в Сербії — етнічні вірмени, що проживають у Сербії. За даними перепису 2011 року, в країні проживало 222 вірмени.

## Історія
Перші згадки про вірмен на території Сербії відносяться до X ст. В цей час вже були засновані візантійськими імператорами вірменські військові поселення в сусідній Македонії і Фракії. Вірмени також були зафіксовані 1218 року, в часи діяльності першого архієпископа Сербської православної церкви Святого Сави, який запросив вірменських будівничих побудувати сербський православний монастир, після того як він побував у Вірменії і побачив красу вірменської архітектури. Вірмени повинні були побудувати монастир Вітовниця, в якому зберігся двомовний сакральний текст сербською та вірменською мовами.

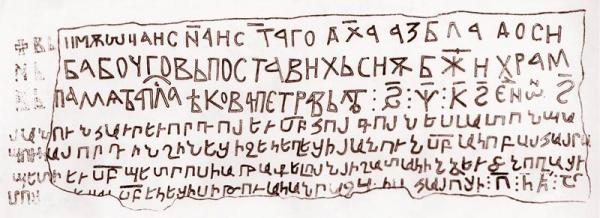
Двомовний (вірмено-сербський) напис монастиря Вітовниця (1218 рік).

Під час вторгнення турків у Сербії, у складі османської армії був невеликий вірменський загін. Однак, дізнавшись, що вони будуть боротися проти християн, вони перебігли на сербську сторону. Після битви на Косовому полі, вижилі вірмени оселилися в горах Сокобані, де збудували монастир Єрменчич.
Знаменитий османський мандрівник Евлія Челебі, побувавши в Сербії в XVII столітті, згадав про вірменів у районі Ужиці.
У Белградській фортеці знаходяться залишки вірменського кладовища, яке використовувалося востаннє в 17 столітті, після чого турки зруйнували його. Лише декілька могил залишилося в хорошому стані. 1810 року турки знищили монастир Челіє, а серби відновили його 1811 року за допомоги заможних вірмен. За пропозицією одного з благодійників купол зроблено у вірменському стилі, так що монастир можна вважати результатом візантійсько-сербсько-вірменського зодчества.
У 1880-х роках, купці з регіону Кемах оселились у Валєво. Серед них був і батько Соґомона Тейліряна. Під час Другої світової війни, багато вірмен переселилися в Північну Америку і Францію.
1746 року в місті Новий Сад побудовано Вірменську Католицьку церкву, яка була зруйнована 1963 року.
У Сербії існує вірменська громадська організація «Armenka», на чолі з Гоар Арутюнян-Секуличем.

## Вірмено-сербські відносини
Вірменія і Сербія встановили дипломатичні відносини 1992 року. Вірменія представлена у Сербії через своє посольство в Греції. Сербія представлена у Вірменії через своє посольство в Афінах.
28 липня 2009 року Борис Тадич побував у Вірменії з офіційним візитом, ставши першим сербським главою держави, який відвідав Вірменію. Президенти побажали поліпшити духовні, культурні та економічні відносини двох країн, підкресливши, що вікова дружба між народами є хорошою основою поліпшення двосторонніх відносин. Вірменія не визнала одностороннього проголошення незалежності Косова.
2019 року Сербія скасувала в'їзні візи для громадян Вірменії, а також заявила про відкриття посольства в Єревані.